# Posavina (cheval)
Pour les articles homonymes, voir Posavina.
Le Posavina (croate : Posavac, slovène : Posavski konj) est une race de chevaux de trait originaire de la région du même nom, dans les Balkans. D'assez petite taille, il est réputé rustique et résistant aux maladies. Les populations sont réparties entre la Croatie, la Slovénie, la Bosnie-Herzégovine et la Serbie.

## Dénomination
Il est également connu sous les noms croates de Hrvatski posavac, et slovène de Posavski konj,.

### Histoire
Ce cheval des Balkans, dont le berceau d'origine est la région de la rivière Sava, a été parfois croisé avec des chevaux arabes, ibériques et italiens, ainsi qu'avec le Nonius et le Lipizzan,. Son stud-book est créé en 1995.

## Description

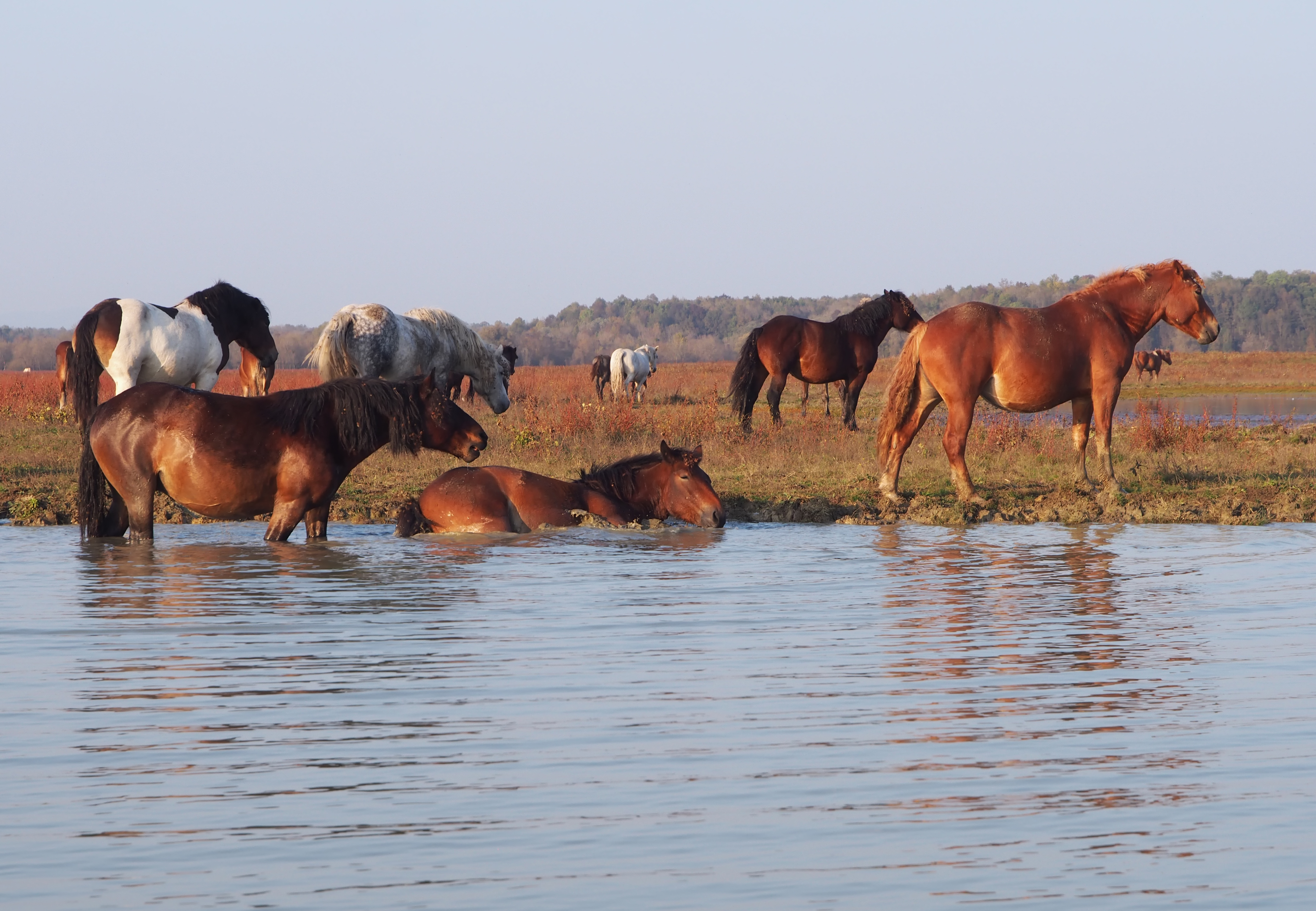
Groupe de Posavac en liberté

Le Guide Delachaux indique une taille moyenne de 1,43 m chez les femelles et 1,50 m chez les mâles, pour un poids moyen de 500 à 650 kg. DAD-IS fournit des mesures de référence plus réduites, 1,40 m chez les femelles et 1,43 m chez les mâles, pour 500 à 600 kg.
La tête est longue, pourvue de grands yeux et de petites oreilles bien écartées. L'encolure, puissante, est courte. La croupe est large, avec une queue attachée bas. Les membres sont terminés par de larges sabots plats, caractéristique typique des chevaux élevés dans les zones marécageuses. Les crins sont abondants et souvent ondulés.

### Robe

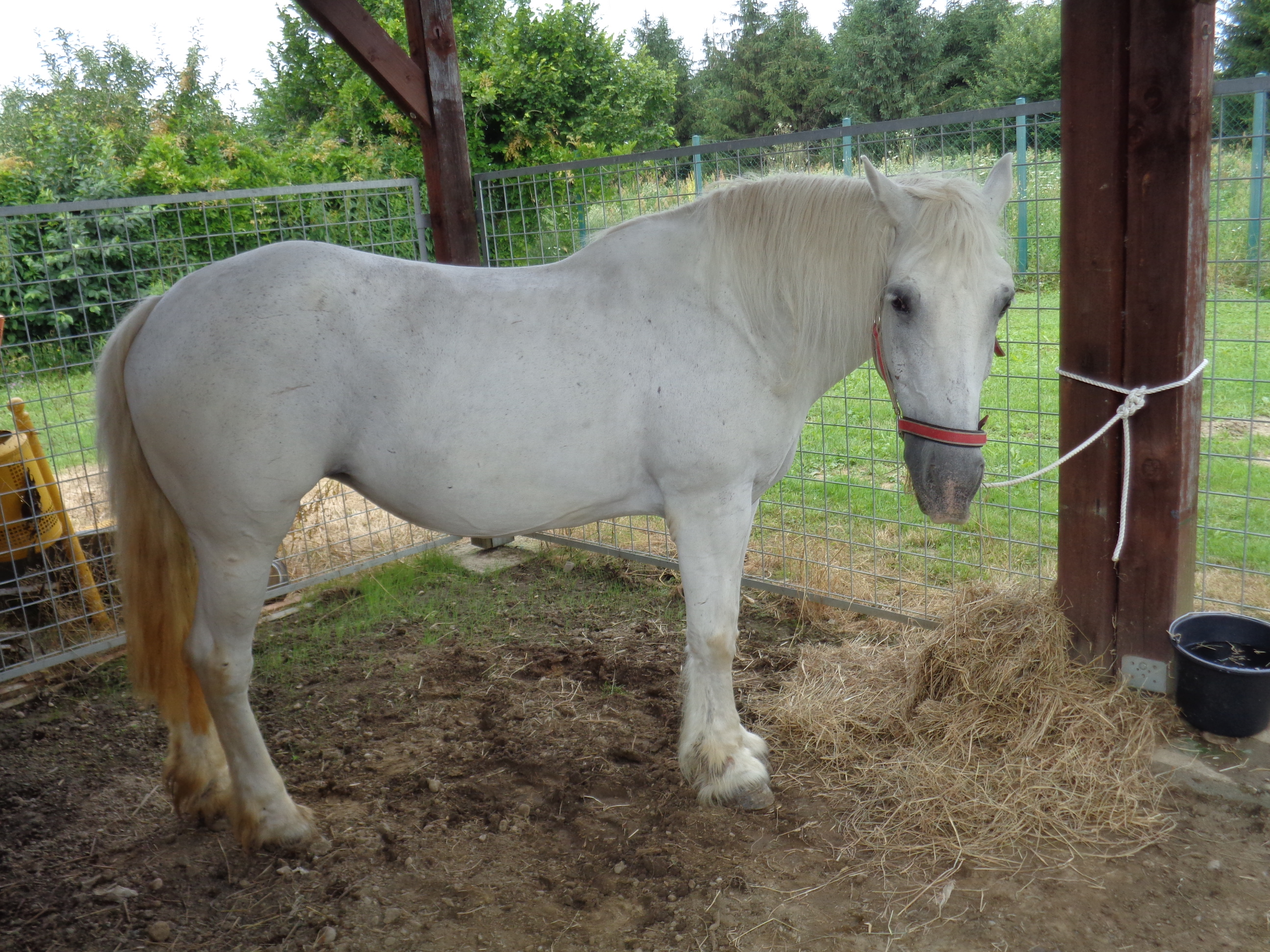
Posavac gris.

La robe est le plus souvent baie sous toutes ses nuances, plus rarement noire ou grise, les marques blanches étant rares.

### Tempérament et entretien
La race est réputée résistante aux maladies, et bien adaptée aux conditions climatiques extrêmes, en particulier en zone marécageuse. Ces chevaux sont généralement complémentés en foin durant l'hiver.
Génétiquement, les chevaux de Croatie et de Slovénie sont les mêmes, la population slovène ayant été importée depuis la Croatie.

## Utilisations
Le Posavina est en premier lieu un cheval de travail agricole et forestier, et de traction hippomobile. Présent dans l'équitation de loisir et le tourisme équestre, il est également employé en équithérapie.

## Diffusion de l'élevage
La majorité des effectifs de la race sont présents en Croatie (en particulier dans la région de Posavina, au centre du pays), quelques-uns en Slovénie et en Bosnie-Herzégovine. Les effectifs croates se situaient entre 4 500 et 5 000 têtes en 2016, les effectifs slovènes étaient de 1 260 têtes en 2011.
La race est considérée comme étant en danger d'extinction sur DAD-IS (2018).